# Adiós Nonino
Adiós Nonino is een tango van de Argentijnse componist Ástor Piazzolla. Piazzolla schreef het lied in 1959 nadat zijn vader was overleden. De titel van het lied is een samenvoeging van het Spaanse woord voor vaarwel en een verspaansing van het Italiaanse woord voor grootvader: nonno. Piazzolla's vader was namelijk Italiaans en werd door Piazzolla's kinderen “nonino” genoemd. Een adequate vertaling waaruit die genegenheid spreekt zou luiden: "Vaarwel opaatje".
Bij het huwelijk van Máxima Zorreguieta en prins Willem-Alexander, op 2 februari 2002 werd het door Nederlands bekendste bandoneonist Carel Kraayenhof gespeeld in de Nieuwe Kerk, waardoor het lied in Nederland zeer bekend werd. 
Kraayenhof hoorde Adiós Nonino 18 jaar eerder, in 1984, tijdens een live-optreden van Ástor Piazzolla y su Quinteto Tango Nuevo voor de VPRO-televisie in Tivoli, Utrecht, en besloot toen bandoneon te gaan studeren.
Van de door Kraayenhof gespeelde versie werd een maand na het koninklijk huwelijk een single uitgebracht. Het nummer staat op het album Tango Royal dat werd bekroond met de Edison Klassiek Publieksprijs.

## Hitnoteringen

### Nederlandse Top 40
| Hitnotering: 16-03-2002 t/m 18-05-2002 | Hitnotering: 16-03-2002 t/m 18-05-2002 | Hitnotering: 16-03-2002 t/m 18-05-2002 | Hitnotering: 16-03-2002 t/m 18-05-2002 | Hitnotering: 16-03-2002 t/m 18-05-2002 | Hitnotering: 16-03-2002 t/m 18-05-2002 | Hitnotering: 16-03-2002 t/m 18-05-2002 | Hitnotering: 16-03-2002 t/m 18-05-2002 | Hitnotering: 16-03-2002 t/m 18-05-2002 | Hitnotering: 16-03-2002 t/m 18-05-2002 | Hitnotering: 16-03-2002 t/m 18-05-2002 | Hitnotering: 16-03-2002 t/m 18-05-2002 |
| Week:                                  | 1                                      | 2                                      | 3                                      | 4                                      | 5                                      | 6                                      | 7                                      | 8                                      | 9                                      | 10                                     |                                        |
| -------------------------------------- | -------------------------------------- | -------------------------------------- | -------------------------------------- | -------------------------------------- | -------------------------------------- | -------------------------------------- | -------------------------------------- | -------------------------------------- | -------------------------------------- | -------------------------------------- | -------------------------------------- |
| Positie:                               | 5                                      | 2                                      | 4                                      | 4                                      | 9                                      | 13                                     | 23                                     | 25                                     | 29                                     | 40                                     | uit                                    |

### NederlandseSingle Top 100
| Hitnotering: 16-03-2002 t/m 22-06-2002 | Hitnotering: 16-03-2002 t/m 22-06-2002 | Hitnotering: 16-03-2002 t/m 22-06-2002 | Hitnotering: 16-03-2002 t/m 22-06-2002 | Hitnotering: 16-03-2002 t/m 22-06-2002 | Hitnotering: 16-03-2002 t/m 22-06-2002 | Hitnotering: 16-03-2002 t/m 22-06-2002 | Hitnotering: 16-03-2002 t/m 22-06-2002 | Hitnotering: 16-03-2002 t/m 22-06-2002 | Hitnotering: 16-03-2002 t/m 22-06-2002 | Hitnotering: 16-03-2002 t/m 22-06-2002 | Hitnotering: 16-03-2002 t/m 22-06-2002 | Hitnotering: 16-03-2002 t/m 22-06-2002 | Hitnotering: 16-03-2002 t/m 22-06-2002 | Hitnotering: 16-03-2002 t/m 22-06-2002 | Hitnotering: 16-03-2002 t/m 22-06-2002 | Hitnotering: 16-03-2002 t/m 22-06-2002 |
| Week:                                  | 1                                      | 2                                      | 3                                      | 4                                      | 5                                      | 6                                      | 7                                      | 8                                      | 9                                      | 10                                     | 11                                     | 12                                     | 13                                     | 14                                     | 15                                     |                                        |
| -------------------------------------- | -------------------------------------- | -------------------------------------- | -------------------------------------- | -------------------------------------- | -------------------------------------- | -------------------------------------- | -------------------------------------- | -------------------------------------- | -------------------------------------- | -------------------------------------- | -------------------------------------- | -------------------------------------- | -------------------------------------- | -------------------------------------- | -------------------------------------- | -------------------------------------- |
| Positie:                               | 6                                      | 2                                      | 2                                      | 3                                      | 3                                      | 5                                      | 9                                      | 14                                     | 18                                     | 22                                     | 25                                     | 44                                     | 61                                     | 74                                     | 74                                     | uit                                    |

### Evergreen Top 1000
| Evergreen Top 1000 Adiós Nonino | Evergreen Top 1000 Adiós Nonino | Evergreen Top 1000 Adiós Nonino | Evergreen Top 1000 Adiós Nonino | Evergreen Top 1000 Adiós Nonino | Evergreen Top 1000 Adiós Nonino | Evergreen Top 1000 Adiós Nonino | Evergreen Top 1000 Adiós Nonino | Evergreen Top 1000 Adiós Nonino | Evergreen Top 1000 Adiós Nonino | Evergreen Top 1000 Adiós Nonino |
| Jaar                            | 2008                            | 2009                            | 2010                            | 2011                            | 2012                            | 2013                            | 2014                            | 2015                            | 2016                            | 2017                            |
| ------------------------------- | ------------------------------- | ------------------------------- | ------------------------------- | ------------------------------- | ------------------------------- | ------------------------------- | ------------------------------- | ------------------------------- | ------------------------------- | ------------------------------- |
| Positie                         | -                               | 762                             | -                               | -                               | -                               | -                               | -                               | -                               | -                               | -                               |

### NPO Radio 2 Top 2000
| Nummer met noteringen in de NPO Radio 2 Top 2000 | '06  | '07 | '08  | '09  | '10  | '11  | '12  | '13  | '14  |
| ------------------------------------------------ | ---- | --- | ---- | ---- | ---- | ---- | ---- | ---- | ---- |
| Adiós Nonino                                     | 1310 | 999 | 1800 | 1596 | 1263 | 1299 | 1218 | 1955 | 1693 |

1. ↑  Een vetgedrukt getal geeft de hoogste notering aan.
2. ↑  2006 was het eerste jaar met een notering voor dit nummer.
3. ↑  Deze tabel is bijgewerkt tot en met de laatste editie (2024).